# Nyserod
Nyserod (Helleborus) eller Julerose er en stor slægt med flere end 500 arter, som er udbredt i Europa og Lilleasien fra Wales, Spanien og Portugal, østpå gennem Middelhavsområdet og Centraleuropa til Rumænien og Ukraine, og langs Tyrkiets sortehavskyst (de Pontiske bjerge) til Kaukasus. Den største koncentration af arter findes i Balkanområdet.
| Beskrevne arter |

- Almindelig julerose (Helleborus niger)
- Grøn nyserod (Helleborus viridis)
- Påskeklokke (Helleborus orientalis)
  - Underart: Rød påskeklokke (Helleborus orientalis ssp. abchasicus)
- Purpurrød julerose (Helleborus purpurascens)
- Stinkende nyserod (Helleborus foetidus)

| Andre arter |

- Helleborus argutifolius
- Helleborus lividus
- Helleborus vesicarius
- Helleborus atrorubens
- Helleborus croaticus
- Helleborus cyclophyllus
- Helleborus dumetorum
- Helleborus abruzzicus
- Helleborus liguricus
- Helleborus bocconei
- Helleborus multifidus
- Helleborus odorus
- Helleborus thibetanus (synonym: H. chinensis)
- Helleborus torquatus
- Helleborus occidentalis